# Château de Kerdrého
Le château de Kerdrého est un édifice situé à Plouay, en France.

## Situation
Le château est situé sur le territoire de la commune de Plouay, au lieu-dit Kerdrého, dans le département du Morbihan, en région Bretagne.

## Description
Le château date des XVIIe et XVIIIe siècles, édifice de plan régulier à un étage carré, élévation ordonnancée, construit en moellons de granite. Toiture  à longs pans recouverte d'ardoises.

## Histoire
Le manoir initial est la propriété en 1456 de Payen de Pluvié et le domaine est resté depuis cette date propriété de ses descendants, dont au XVIe siècle Louis du Botdéru, époux de Catherine de Pluvié. Le château actuel est construit dans la première moitié du XVIIe siècle et reste dans la famille du Botdéru jusqu'au décès du comte Victor du Botdéru, pair de France et capitaine de louveterie, décédé en 1834 : son neveu Ernest de Fournas en hérita alors, puis une cousine germaine de Victor du Botdéru, Mme de Montendre, dont la fille Marie-Joséphine Flore de Montendre épousa l'amiral de Bougainville ; le château est désormais la propriété de leur descendant Hugues de Bronac de Bougainville.
Le château est construit au XVIIe siècle pour les Bréhu. Adjonctions faites au XVIIe siècle. Le logis de la ferme porte la date 1750. La chapelle est détruite.
Il est inscrit à l'inventaire général du patrimoine culturel.